# Pyrausta linealis
Pyrausta linealis is een vlinder van de familie van de grasmotten (Crambidae). De wetenschappelijke naam van deze soort is voor het eerst voorgesteld als Loxostege linealis door Charles Henry Fernald in een publicatie uit 1894.
De soort komt voor in het westen van de Verenigde Staten.